# Batalla de Guadalajara (1858)
La batalla de Guadalajara de 1858 tuvo lugar en 14 de diciembre de 1858 en las inmediaciones de La Hacienda de Atequiza, cercana a la ciudad de Guadalajara en el estado de Jalisco, México, entre elementos del ejército liberal, al mando del general Santos Degollado y elementos del ejército conservador comandados por el general Miguel Miramón junto con los generales Leonardo Márquez y Marcelino Cobos durante la Guerra de Reforma. La victoria correspondió al bando conservador que atacó el rancho de San Miguel en las cercanías de Poncitlán, Jalisco donde se desarrolló la batalla, al término de la batalla los conservadores se hicieron de mucho armamento y material de guerra, el general Miguel Miramón mandó fusilar a los oficiales liberales capturados.

## Conclusiones
A la salida de Leonardo Márquez, el general Adrián Woll quedó a cargo de la plaza. No sería hasta el segundo sitio de la ciudad cuando los liberales del general Pedro Ogazón retomaran la plaza con la rendición del general conservador Severo Castillo.
- Datos: Q5722498